# Cinta Makmur (Muara Sahung)
Cinta Makmur is een bestuurslaag in het regentschap Kaur van de provincie Bengkulu, Indonesië. Cinta Makmur telt 211 inwoners (volkstelling 2010).